# MPEG-4
MPEG-4 je standard koji specificira postupke simultanog kodiranja sintetičkih i prirodnih objekata i zvukova. Radi se o standardu za audio-video kodiranje radi zadovoljavanja različitih potreba komunikacijskih, interaktivnih i difuznih modela servisa, kao i potreba mješovitih modela servisa. MPEG-4 standard osigurava skup tehnologija da bi zadovoljio potrebe autora, provajdera servisa i krajnjih korisnika. Autorima MPEG-4 osigurava produkciju sadržaja koji ima veću mogućnost da se ponovo koristi i veću fleksibilnost nego to je to moguće primjenom pojedinačnih tehnologija kao što su digitalna televizija, animirana grafika, web stranice itd. Provajderima servisa MPEG-4 nudi transparentne informacije koje mogu biti interpretirane i prevedene u odgovarajuće signalne poruke za svaku mrežu, kao i pomoći od strane relevantnih tijela za standardizaciju. Krajnjim korisnicima MPEG-4 osigurava visoki nivo interaktivnosti sa sadržajem unutar ograničenih skupova od strane autora. Generalno, MPEG-4 omogućava:
- Prikazivanje audio, vizualnog i audio-vizualnog sadržaja koji se nazivaju medija objekti. Ovi objekti mogu biti prirodnog ili sintetičkog podrijetla, što znači da mogu biti snimljeni kamerom ili mikrofonom ili biti generirani pomoću računala
- Opisivanje kompozicije objekata da bi se kreirao složeni medija objekt koji formira audio-vizualne scene
- Multipleksiranje i sinkronizaciju podataka koji su povezani s medija objektima, tako da se mogu prenositi kanalom u mreži osiguravajući pri tome QoS koji odgovara prirodi specifičnih objekata
- Interakcije s audio-vizualnim scenama generiranim na prijemnom sloju.

MPEG-4 audio-vizualne scene sastoje se od nekoliko medija objekata koji su organizirani na hijerarhijski način. U odsustvu hijerarhije mogu se pronaći osnovni medija objekti (slike, video objekti, audio objekti itd.). MPEG-4 standardizira brojne osnovne medija objekte i u mogućnosti je da prikaže i prirodne i sintetičke tipove sadržaja koji mogu biti 2D ili 3D. Također, MPEG-4 definira i prikazivanje podataka o objektu. Medija objekti u svojoj kodiranoj formi sastoje se od deskriptivnih elemenata koji omogućavaju rukovanja objektima u audio-vizualnim scenama. Svaki medija objekt se može prikazati u vlastitoj kodiranoj formi, nezavisno od vlastitog okruženja i pozadine. MPEG-4 je tako koncipiran da osigura uspješnu podršku na polju digitalne televizije, na polju interaktivnih grafičkih aplikacija, kao i na polju interaktivne multimedije.

## MPEG-4 standard
MPEG-4 standard se sastoji od sljedećih dijelova:
| Dio     | Naziv                                                                                                | Opis |
| ------- | --- | --- |
| 01. dio | Sistemski                                                                                            | Opisuje sinkronizaciju i multipleksiranje videa i audia |
| 02. dio | Video                                                                                                | Određuje kodne alate pridružene vizualnim objektima prirodnog i sintetičkog podrijetla. |
| 03. dio | Audio                                                                                                | Skup formata za kompresiju za perciptivno kodiranje audio signala, uključujući i neke varijacije AAC kao i drugih audio kodova i alata. |
| 04. dio | Prilagođeno ispitivanje                                                                              | Opisuje postupke za ispitivanje usklađenosti s ostalim dijelovima norme. |
| 05. dio | Referentni softver                                                                                   | Pruža referentni softver za dokazivanje i objašnjavanje ostalih dijelova standarda. |
| 06. dio | Okvir za isporuku multimedijalnih integracija (DMIF)                                                 | Okvir za isporuku multimedijalnih integracija (DMIF) - je jedinstveno sučelje između aplikacije i transporta, koji omogućuje MPEG-4 razvojnoj aplikaciji da se prestane brinuti o tom prometu. DMIF podržava sljedeće funkcionalnosti: * Transparentna MPEG-4 DMIF-aplikacija * Kontrola uspostave FlexMux kanala * Korištenje homogenih mreža među interaktivnim mrežama: IP, ATM, mobilne, PSTN, uskopojasni ISDN. * Podrška za mobilne mreže, razvijena u suradnji s ITU-T UserCommands s potvrdom poruke. * Upravljanje MPEG-4 informacija Sync Layer |
| 07. dio | Optimizirani softverski alati za MPEG-4                                                              | Specificira kodne alate koji poboljšavaju izvedbu i kvalitetu za kodiranje vizualnih objekata kao što je definirano u ISO / IEC 14496-2. Postoje tri vizualna alata: * Fast Motion Estimation * Fast Global Motion Estimation * Fast and Robust Spirite Generation |
| 08. dio | Prijenos MPEG-4 sadržaja po IP mrežama                                                               | Specificira preslikavanje MPEG-4 sadržaja u nekoliko IP protokola |
| 09. dio | Referentno opisivanje hardvera                                                                       | Uključuje hardverski opisan jezik za vrlo brzo integrirano kolo (VHDL). |
| 10. dio | Napredno video kodiranje (AVC)                                                                       | Specificira napredne alate za video kodiranje koji osiguravaju 50% veću kodnu efikasnost za široki opseg bitskih brzina i video rezolucija. Kompleksnost dekodera je oko četiri puta veća nego kod MPEG-2. |
| 11. dio | Opis scena i aplikacijski uređaj                                                                     | Isto tako poznat kao BIFS, XMT, MPEG-J. On definira: * kodirani prikaz prostorno-vremenskog pozicioniranja audio-vizualnih objekata, kao i njihovo ponašanje u odgovoru na interakciju (opis scena) * kodirana zastupljenost sintetičkog dvodimenzionalnog ili trodimenzionalnog objekta koji se može manifestirati zvučno i/ili vizualno * Extensible MPEG-4 Textual (XMT) format - tekstualni prikaz multimedijskih sadržaja opisanog u MPEG-4 pomoću Extensible Markup Language (XML) * sistemski opis razina aplikacijskog uređaja                    |
| 12. dio | ISO media file format                                                                                | Ovaj format je opći format koji čini osnovu za druge specifične file formate. Sadrži strukturu, vrijeme i informacije o medijima za vremenske serije podataka o mediju. |
| 13. dio | IPMP procesiranje                                                                                    | Određuje alate za zaštitu intelektualne svojine u audio-video sadržaju i algoritmima tako da samo autorizirani korisnici imaju pristup njima. |
| 14. dio | File format                                                                                          | IN definira MP4 file format kao poseban slučaj medija file formata. Ovaj dio je bio uključen u prvi Sistemski dio – ali sada je kao takav izdvojen. |
| 15. dio | AVC file format                                                                                      | Gefinira oblik memorije za video strimove komprimirane primjenom AVC-a. |
| 16. dio | Proširenje okvira animacije (AFX)                                                                    | Određuje alate za interaktivni 3D sadržaj koji radi na geometrijskim modelirajućim i biometrijskim nivoima i obuhvata alate prethodno definirane u MPEG-4. |
| 17. dio | Streaming text format                                                                                | Određuje streamove teksta, vezu između pristupnih jedinica teksta, format streamova teksta, pristupne jedinice za tekst, signalizaciju i dekodiranje streamova teksta |
| 18. dio | Kompresija fonta i streaming                                                                         | Određuje alate koji osiguravaju komunikaciju podataka o fontu kao dio MPEG-4 kodirane audio-video prezentacije. |
| 19. dio | Stream sintetizirane teksture                                                                        | Specificira sintetizirane teksture koje proizlaze iz animacije foto-realističkih tekstura opisivanjem informacije u boji. Pri tome se koriste vektori koji proizvode pokrete vrlo malih bitskih brzina i koji se nazivaju sintetičke teksture. |
| 20. dio | Svjetlosne primjene kod scenskog predstavljanja (LASER) i Simple Aggregation Format (SAF)            | Svjetlosne primjene kod scenskog predstavljanja (LASER) i Simple Aggregation Format (SAF) – osigurava scensko predstavljanje s ciljem da se uspostavi veza između brzine, efikasnosti kompresije i dekodiranja. |
| 21. dio | Proširenje okvira grafike (GFX)                                                                      | Osigurava potpuni programski okvir uključujući tu i operacije prirodnog i sintetičkog kodiranja. GFX koristi interface za programske aplikacije, omogućavajući široki opseg aplikacija na prijemniku od mobilnih uređaja do stacionarnih računara. |
| 22. dio | Open Font Format                                                                                     | OFFS se temelji na OpenType verziji 1.4 specifikaciji formatu fonta. |
| 23. dio | Symbolic Music Representation (SMR)                                                                  | PrimjerSymbolic Music Representation (SMR) – simbolički prikaz glazbe je logička struktura koja se temelji na: * Simboličkim elementima koji predstavljaju audiovizualne događaje * Odnosima između tih događaja * Na aspektima koji se odnose na način kako se ti događaji mogu renderirati (proces generiranja objekta, slike, tona, iz nekog modela) te sinkronizirati s drugim vrstama medija. |
| 24. dio | Sistemska i audio interakcija                                                                        | Opisuje željeno zajedničko ponašanje MPEG-4 sustava i MPEG-4 audio codeca. Poželjno je da MPEG-4 Audio koderi i dekoderi dopuste da se određena duljina signala kodira u datoteku i po dekodiranju da se dobije identičan signal u ovisnosti o distorziji codeca. |
| 25. dio | 3D Graphics Compression Model                                                                        | Opisuje model za povezivanje 3D grafičkih kompresorskih alata definiranih u ISO/IEC 14496 standardu. |
| 26. dio | Audio usklađenost                                                                                    | Određuje kako testovi mogu biti osmišljeni da bi provjerili da li komprimirani podaci i dekoderi ispunjavaju uvjete propisane od strane ISO / IEC 14496-3. |
| 27. dio | 3D grafička usklađenost                                                                              | Sumira zahtjeve, unakrsnim referencama daje obilježja i određuje kako sukladnost s njima može biti ispitana. Smjernice su dane za testove za provjeru sukladnosti dekodera. |
| 28. dio | Composite font representation                                                                        | Composite font representation |
| 29. dio | Web video kodiranje                                                                                  | U razvoju |
| 30. dio | Vremenski određen tekst i druga vizualna prekrivanja u ISO standardima baziranim za medijske formate | U razvoju |

## Vanjske poveznice
- Information technology -- Coding of audio-visual objects -- Part 1: Systems
- Information technology -- Coding of audio-visual objects -- Part 2: Visual
- Information technology -- Coding of audio-visual objects -- Part 3: Audio
- Information technology -- Coding of audio-visual objects -- Part 4: Conformance testing
- Information technology -- Coding of audio-visual objects -- Part 5: Reference software
- Information technology -- Coding of audio-visual objects -- Part 6: Delivery Multimedia Integration Framework (DMIF)
- Information technology -- Coding of audio-visual objects -- Part 7: Optimized reference software for coding of audio-visual objects
- Information technology -- Coding of audio-visual objects -- Part 8: Carriage of ISO/IEC 14496 contents over IP networks
- Information technology -- Coding of audio-visual objects -- Part 9: Reference hardware description
- Information technology -- Coding of audio-visual objects -- Part 10: Advanced Video Coding
- Information technology -- Coding of audio-visual objects -- Part 11: Scene description and application engine
- Information technology -- Coding of audio-visual objects -- Part 12: ISO base media file format
- Information technology -- Coding of audio-visual objects -- Part 13: Intellectual Property Management and Protection (IPMP) extensions
- Information technology -- Coding of audio-visual objects -- Part 14: MP4 file format
- Information technology -- Coding of audio-visual objects -- Part 15: Advanced Video Coding (AVC) file format
- Information technology -- Coding of audio-visual objects -- Part 16: Animation Framework eXtension (AFX)
- Information technology -- Coding of audio-visual objects -- Part 17: Streaming text format
- Information technology -- Coding of audio-visual objects -- Part 18: Font compression and streaming
- Information technology - Coding of audio-visual objects -- Part 19: Synthesized texture stream
- Information technology -- Coding of audio-visual objects -- Part 20: Lightweight Application Scene Representation (LASeR) and Simple Aggregation Format (SAF)
- Information technology -- Coding of audio-visual objects -- Part 21: MPEG-J Graphics Framework eXtensions (GFX)
- Information technology -- Coding of audio-visual objects -- Part 22: Open Font Format
- Information technology -- Coding of audio-visual objects -- Part 23: Symbolic Music Representation
- Information technology -- Coding of audio-visual objects -- Part 24: Audio and systems interaction
- Information technology -- Coding of audio-visual objects -- Part 25: 3D Graphics Compression Model
- Information technology -- Coding of audio-visual objects -- Part 26: Audio conformance
- Information technology -- Coding of audio-visual objects -- Part 27: 3D Graphics conformance
- Information technology -- Coding of audio-visual objects -- Part 28: Composite font representation
- Information technology -- Coding of audio-visual objects -- Part 29: Web video coding
- Information technology -- Coding of audio-visual objects -- Part 30: Timed text and other visual overlays in ISO base media file format